# 萨玛沃
萨玛沃（英語：或）又译萨马沃，是一個位於伊拉克南部的城鎮，在巴格達東南280公里處的幼發拉底河河畔，是穆薩納省的首府。在2002年時的統計人口為124,400人，大多數人口都信奉伊斯蘭教的什葉派。
日本自衛隊自2004年1月开始駐紮于此 。

## 經濟
萨玛沃的經濟以農業為主。此外，亦有混凝土生產、岩鹽開採及煉瓦等各種工業。本鎮的失業率高。

## 多國部隊駐紮
伊拉克戰爭之後，该鎮由荷蘭軍隊派遣部隊駐守，維持治安。2004年1月，日本自衛隊組成「伊拉克復興支援群」駐守本鎮，而荷蘭部隊則於2005年3月撤走。
自卫队架设的洗澡设施根据自卫队队员被命名“萨玛沃温泉”，自卫队队员的洗澡风景等新聞媒体报道。

## 外部連結
31°19′00″N 45°17′00″E / 31.316666666667°N 45.283333333333°E